# Ламберт, Кит
Кит Ламберт (англ. Kit Lambert; 11 мая 1935, Найтсбридж — 7 апреля 1981, Лондон) — британский продюсер, владелец звукозаписывающей компании и менеджер The Who.
Ламберт сделал Пита Таунсенда постоянным композитором группы. Таунсенд сказал, что именно Ламберт понял аудиторию группы.
Истории Кита Ламбера и второго менеджера группы — Криса Стампа — посвящен американский документальный фильм 2014 года Lambert & Stamp.